# Teen Apocalypse Trilogy
The Teenage Apocalypse Trilogy ist eine US-amerikanische Filmtrilogie des Independent-Regisseurs Gregg Araki, der zugleich als Produzent und Drehbuchautor fungierte. Sie besteht aus den Filmen Totally F***ed Up, The Doom Generation und Nowhere.
Die drei Filme gelten als Abgesang auf die Gesellschaft und behandeln innerhalb ihrer für sich selbst stehenden Geschichten die Themen Drogenmissbrauch, Suizid, Bisexualität, Homosexualität, Mord, Vergewaltigung und die Suche nach etwas Beständigem. Einzig und allein der Schauspieler James Duval ist in allen drei Filmen als Hauptdarsteller besetzt, sonstige Darsteller treten nur am Rande immer wieder auf; wie beispielsweise Rose McGowan, die in The Doom Generation eine Hauptrolle spielt, in Nowhere in einer kurzen Sequenz zu sehen ist. Diese Nebendarsteller haben aber keinen Bezug mehr zu ihren früheren bzw. späteren Rollen in der Trilogie.
Die drei Filme entstanden 1993 (Totally F***ed Up), 1995 (The Doom Generation) und 1997 (Nowhere) und wurden von Kritikern als „Beverly Hills, 90210 auf Acid“ und „Verstörender Blick hinter den Spiegel“ beschrieben. Christliche Gruppen versuchten die Filme aufgrund ihrer offenen Darstellung der Bi- & Homosexualität zu boykottieren.
In Deutschland wurden nur Totally F***ed Up und Nowhere im Kino gezeigt. The Doom Generation wurde 1995 auf dem Filmfest München aufgeführt. Nowhere, der letzte Teil der Trilogie, wurde später auch auf VHS und DVD veröffentlicht.